# Giovanni Sarritzu
Giovanni Sarritzu (Quartu Sant'Elena, 2 aprile 1946 – 27 gennaio 2001) è stato un politico italiano.

## Biografia
Dopo essere stato consigliere comunale ed assessore nella giunta comunale di Quartu Sant'Elena, viene eletto alla Camera dei deputati nel 1992 nelle file di Rifondazione Comunista: per la XI Legislatura fa parte prima della Commissione Affari Sociali e poi, dopo il suo passaggio al Gruppo misto avvenuto nel 1993, di quella Attività Produttive, Commercio e Turismo.
Alle elezioni politiche del 1994 si ricandida alla Camera con la Lista Pannella nel collegio uninominale di Quartu Sant'Elena, suo paese natale, ottenendo solo il 4,57% e non venendo rieletto.
Muore il 27 gennaio 2001, a neanche 55 anni dopo una breve ed incurabile malattia.